# Lekanesphaera teissieri
Lekanesphaera teissieri is een pissebed uit de familie Sphaeromatidae. De wetenschappelijke naam van de soort is voor het eerst geldig gepubliceerd in 1967 door Bocquet & Lejuez.